# Klaus-Joachim Zülch

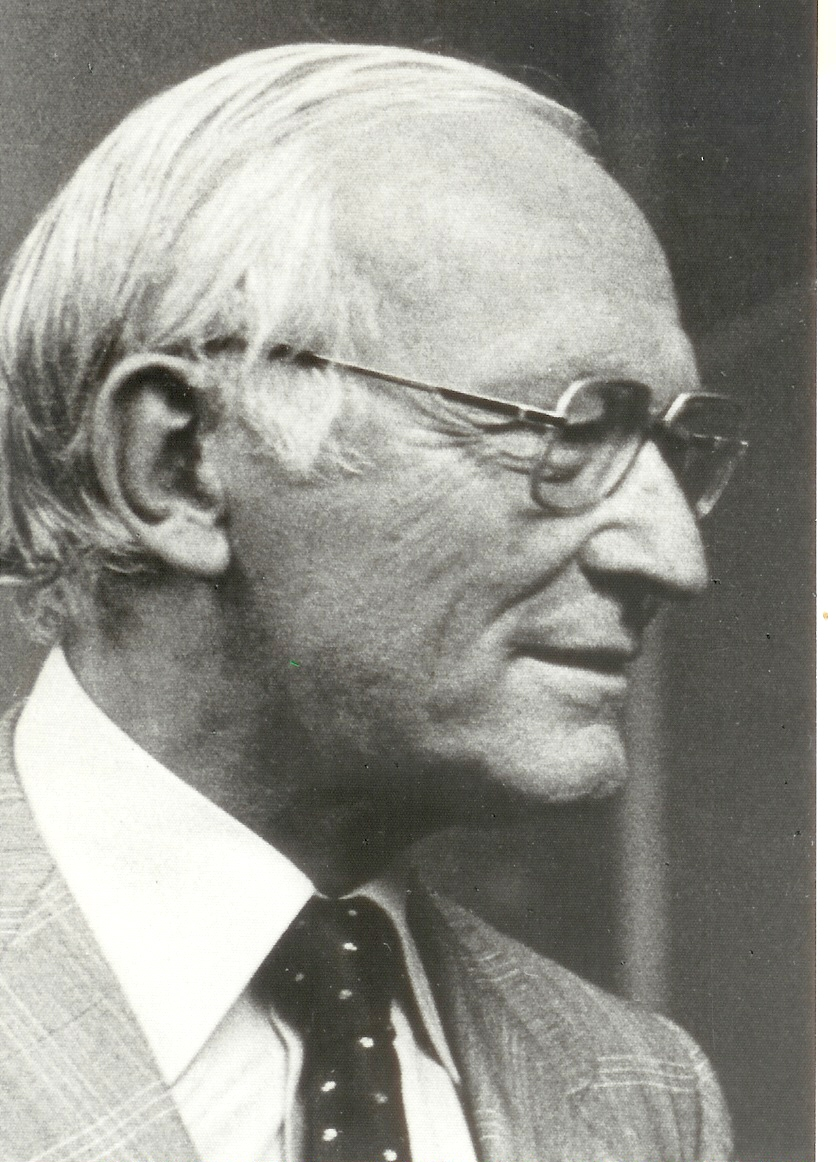
Klaus-Joachim Zülch (1978)

Klaus-Joachim Fürchtegott Zülch (* 11. April 1910 in Allenstein; † 2. Dezember 1988 in Berlin) war ein deutscher Neurowissenschaftler, insbesondere Hirnforscher, mit Beiträgen zur Neurologie, Neuropathologie, Neurophysiologie, Neuroradiologie.

## Leben
Klaus-Joachim Zülch war Sohn des Allensteiner Oberbürgermeisters Georg Zülch. Er besuchte hier das staatliche Gymnasium, welches er 1928 mit dem Abitur abschloss. Sein Studium der Medizin an den Universitäten Marburg, wo er im Sommersemester 1928 Mitglied der Marburger Burschenschaft Germania wurde, Rostock, Wien, Berlin und Heidelberg beendete er in Berlin mit der ärztlichen Staatsprüfung. Zülch begeisterte sich früh für Ideen des Nationalsozialismus: 1933 trat Zülch der SA und 1937 der NSDAP bei.
Während der Medizinalassistentenzeit 1935 bis 1936 arbeitete er bei Otfrid Foerster in Breslau, wo er 1936 mit der Arbeit Über die primäre Kleinhirnatrophie promoviert wurde.
Die weitere Ausbildung in Neurologie und Neuropathologie erhielt Zülch ab 1936 mit Unterstützung der Rockefeller-Stiftung bei Georg Schaltenbrand in der Universität Würzburg. Dort begann auch die lange und fruchtbare Zusammenarbeit mit Wilhelm Tönnis, der ihn bei seinem Umzug nach Berlin-Buch 1937 mit der Einrichtung und Organisation der Abteilung für Tumorforschung und experimentellen Neuropathologie betraute. Trotz seiner Verpflichtungen als Truppenarzt und Abteilungsarzt von Lazarett-Fachabteilungen für Hirnverletzte 1939 bis 1945 war es Zülch möglich, im Kaiser-Wilhelm-Institut (KWI) für Hirnforschung in Berlin-Buch wissenschaftlich zu arbeiten und sich 1940 an der Berliner Universität zu habilitieren. Am KWI wurden Tausende von menschlichen Gehirnen in Glasgefäßen aufbewahrt.
1947 wurde Zülch in Hamburg aufgrund seiner früheren SA-Zugehörigkeit entlassen und konnte in einem Entnazifizierungsverfahren die begehrte Einstufung als „Entlasteter“ erreichen. Dabei unterstützten ihn auch andere neurologische Kollegen. „Aus historischer Sicht belegt vor allem der Vergleich eines um 1938 selbst verfassten Lebenslaufes mit einem Curriculum Vitae aus der Nachkriegszeit, wie Zülch neben dem Verschweigen ihn belastender Fakten um eine partielle, letztlich erfolgreiche Neukonstruktion seiner Biographie bemüht war.“
Mit der Wiedereröffnung der Abteilung für Tumorforschung im Max-Planck-Institut für Hirnforschung in Langendreer (Bochum) 1947 trat Zülch dort ein, er habilitierte sich 1948 nach Hamburg um und war 1948 bis 1950 als Gastdozent der Neurologischen Universitätsklinikum Hamburg-Eppendorf tätig, wo er 1949 zum außerplanmäßigen Professor für Neurologie ernannt wurde.
1951 wurde Zülch zum Wissenschaftlichen Mitglied der Max-Planck-Gesellschaft und zum Leiter der neu eingerichteten Abteilung für Allgemeine Neurologie in Köln ernannt. 1959 wurde Zülch zum Direktor der Neurologischen Klinik des Krankenhauses Köln-Merheim berufen. Diese Doppelfunktion als Direktor der Neurologischen Klinik Köln-Merheim und der Abteilung für Allgemeine Neurologie des Max-Planck-Instituts für Hirnforschung bekleidete Zülch bis zu seiner Emeritierung 1978.
Das wissenschaftliche Werk von Zülch ist bei klinischer Breite mit Ausdehnung auf die gesamte Neurologie, Neuropathologie und Neurochirurgie durch mehrere Themen geprägt. Dabei beschäftigten ihn die Arbeiten über Pathologie und Biologie der Hirntumoren und zerebrale Durchblutungsstörungen. Die Ergebnisse dieser Studien sind in einer Reihe von Monographien, Büchern und Atlanten in mehreren Auflagen und Sprachen erschienen und waren Grundlagen der Klassifikation der Hirntumoren von WHO (World Health Organisation). Er legte diese zum ersten Mal in seinem Beitrag zum Handbuch der Neurochirurgie (Hrsg. Tönnis und Olivecrona) dar und in Classification of Brain Tumors (Report of an International Symposium in Cologne, 30. August bis 1. September 1961, Springer 1964).  Auf dem Gebiet der zerebro-vaskulären Erkrankungen sind seine Arbeiten über Pathogenese und Lokalisation der Hirninfarkte und Massenblutungen zu erwähnen. Er gab die Autobiographie von Wilhelm Tönnis heraus und schrieb eine Biographie von Otfried Foerster.
Für sein wissenschaftliches Werk fand Zülch durch 15 Ehrenmitgliedschaften in nationalen und internationalen Gesellschaften Anerkennung.

## Veröffentlichungen (Auswahl)
- Brain Tumors: Their Biology and Pathology. Springer US 1957
- Biologie und Pathologie der Hirngeschwülste. In: H. Olivecrona, W. Tönnis (Hrsg.): Handbuch der Neurochirurgie. Band 3. Springer, Berlin 1959.
- The Cerebral Infarct: Pathology, Pathogenesis, and Computed Tomography. Springer 1985
- Herausgeber mit A. L. Woolf: The classification of brain tumors, Report of an International Symposium in Cologne 1961. Acta Neurochirurgica, Supplementum, Springer Verlag 1964
- Atlas of Gross Neurosurgical Pathology. Springer 1975
- Atlas of the Histology of Brain Tumors / Histologischer Atlas der Hirntumoren. Springer 1971.

## Mitgliedschaften und Auszeichnungen
- 1971 Mitgliedschaften in der Leopoldina
- 1978 Auswärtiges Mitglied der Königlich Niederländischen Akademie der Wissenschaften[7]
- 1984 Bundesverdienstkreuz 1. Klasse
- Erb-Medaille der Deutschen Gesellschaft für Neurologie
- 1980 Otfrid-Foerster-Medaille der Deutschen Gesellschaft für Neurochirurgie
- Ehrendoktorwürde der Universität Mainz
- Vergabe des Zülch-Preis für neurologische Grundlagenforschung durch die Max-Planck-Gesellschaft und die Gertrud-Reemtsma-Stiftung seit 1990.